# Decticelle bariolée
Roeseliana roeselii
Espèce
La decticelle bariolée, Roeseliana roeselii, est une espèce de sauterelles de la famille des Tettigoniidae.

## Dénominations
Actuellement, la decticelle bariolée s'appelle Roeseliana roeselii (Hagenbach, 1822).
Synonymes
- Bicolorana roeselii (Hagenbach, 1822)
- Metrioptera roeselii (Hagenbach, 1822)

Dans tous les cas, l'espèce porte le nom du naturaliste August Johann Rösel von Rosenhof (1705-1759).
En anglais, elle se nomme Roesel’s bush-cricket.
Quatre taxons infraspécifiques (sous-espèces) sont cités par BioLib (30 sept. 2014) :
- Bicolorana roeselii azami (Finot, 1892)
- Bicolorana roeselii minor (Nadig, 1961)
- Bicolorana roeselii roeselii (Hagenbach 1822)
- Bicolorana roeselii vasilii (Goetz, 1969).

## Distribution
Cette espèce de decticelles se rencontre en Europe occidentale, presque partout, mais localisée ; dans les régions de collines et de montagnes, où elle est plus abondante, elle peut s'élever jusqu'à 1 500 mètres environ.
Introduite en Amérique du Nord, elle a d'abord été signalée à Montréal, à Saint-Laurent par Urqhart et Baudry (1953) au Canada ; à partir de là, ses populations se sont répandues en Ontario et au Québec et même à travers les États-Unis jusqu'à l'Illinois spécialement dans des régions de prairies.

## Description

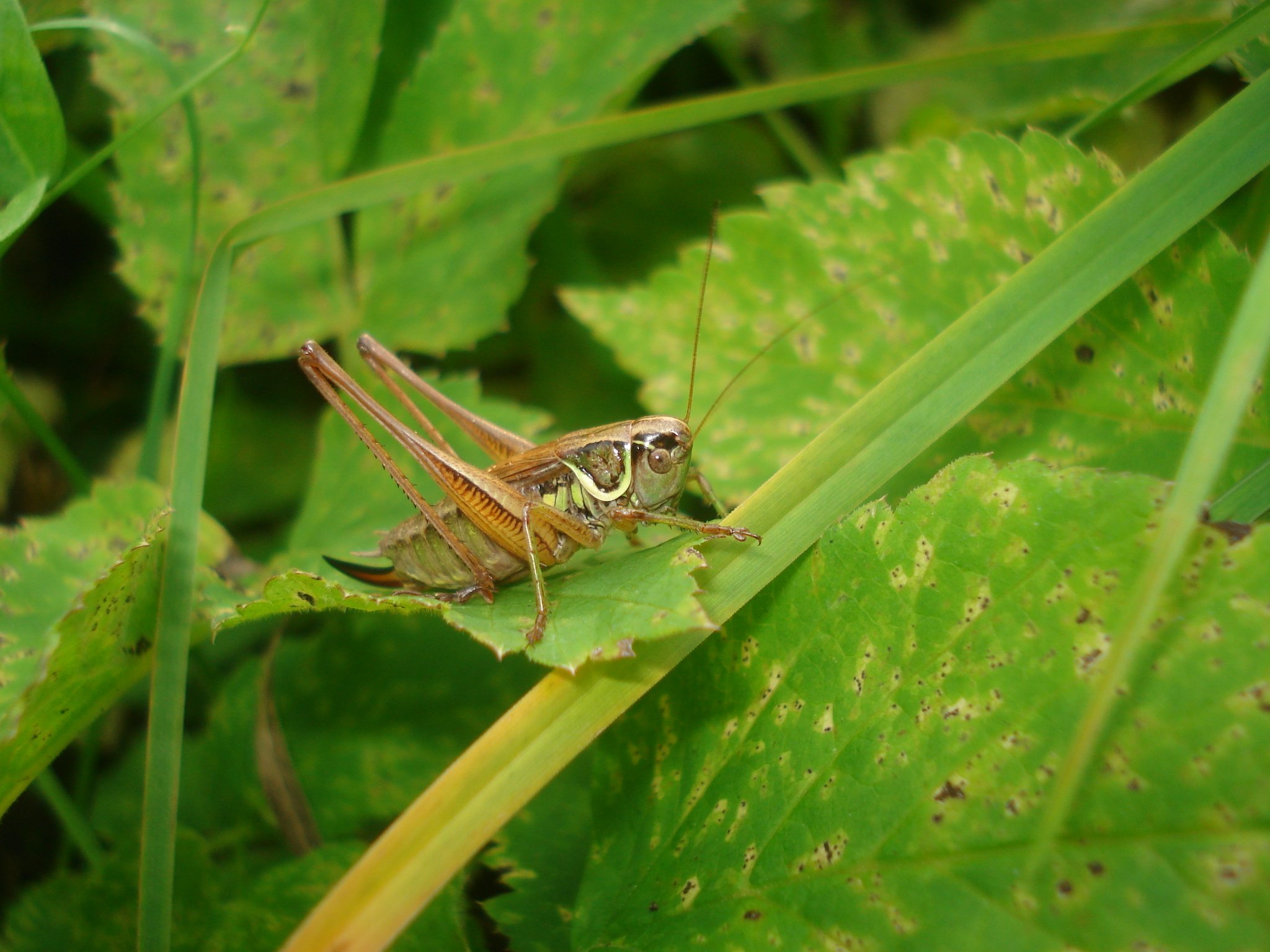
Roeseliana roeselii - femelle

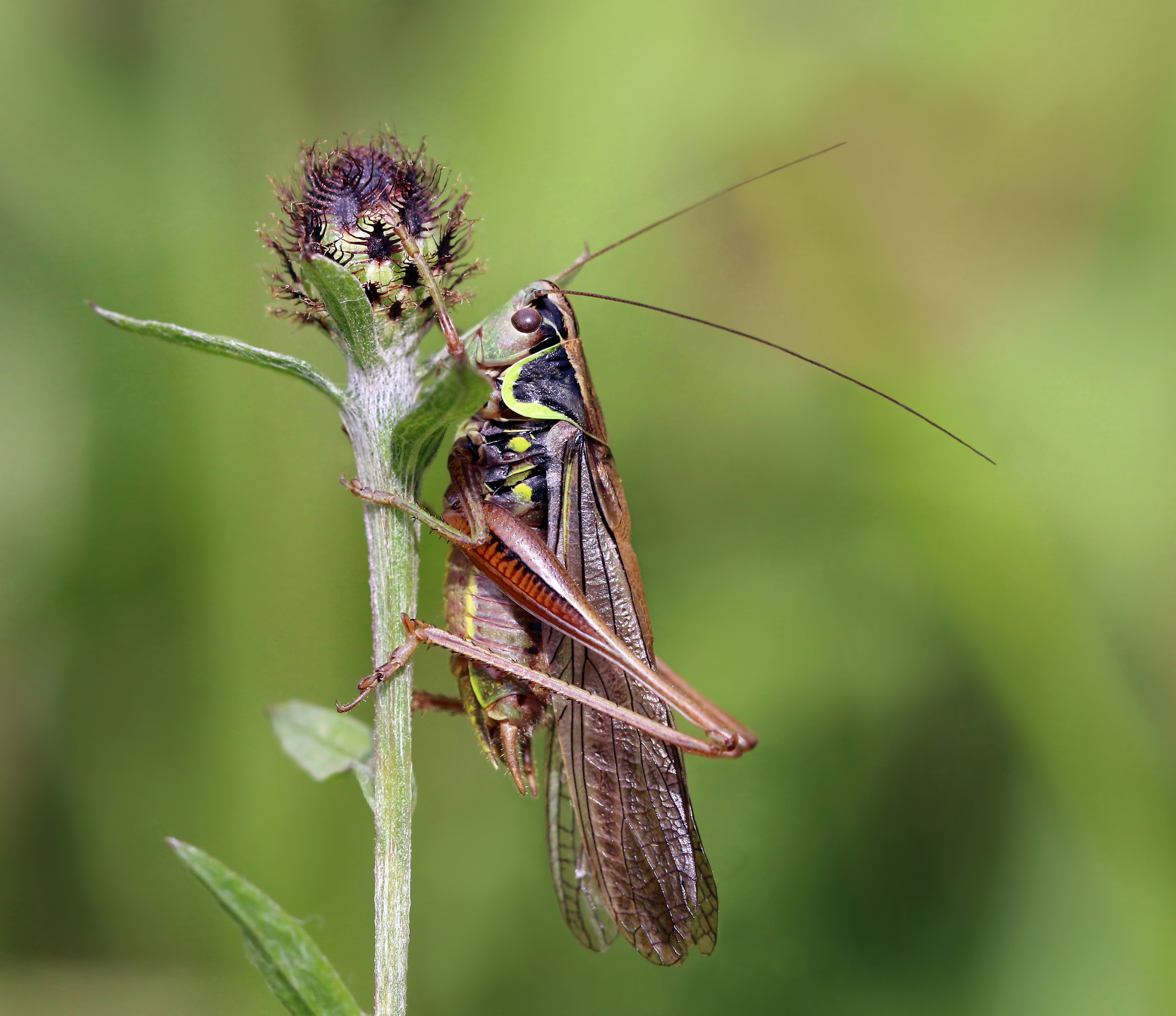
Metrioptera roeselii diluta - mâle

Le corps mesure de 14 à 18 mm. La couleur dominante est le vert avec des taches brunes à noires notamment au-dessus de l'œil. Les lobes latéraux du pronotum foncés sont bordés d'une large marge claire (vert pâle à jaune clair: voir photos). Les élytres (ou tegmina) brunâtres recouvrent environ la moitié de l'abdomen, mais on trouve parfois des spécimens macroptères. L'oviscapte de la femelle, courbé, mesure de 7 à 8 mm ; les cerques du mâle, longs et grêles, sont dentés dans leur tiers terminal.

## Habitat
Cette decticelle affectionne les endroits humides à végétation abondante mais se trouve parfois aussi sur des prairies plus sèches.

## Comportement et stridulation
La decticelle bariolée est active le jour et la nuit (si la température est suffisante), l'adulte de juillet à octobre.
Elle se nourrit surtout de poacées (graminées) mais aussi occasionnellement de petits insectes. La femelle perce souvent, à l'aide de ses mandibules, une tige épaisse d'une plante herbacée vigoureuse pour y introduire son oviscapte et déposer les œufs isolément ou en petits nombres.
Le chant du mâle est un bourdonnement doux et régulier constitué de phrases souvent longues, parfois interrompues par de courtes pauses. Il rappelle un forage rapide. Il n'est pas audible à une distance de plus de dix mètres.